# Christóphoros Perrevós
Christóphoros Perrevós (en grec moderne Χριστόφορος Περραιβός, souvent translittéré Christóphoros Perraivós) (1773-1863) est un historien et homme politique grec. Il fut un des proches de Rigas.

## Biographie
Il est né dans la région du mont Olympe en Thessalie. Son nom de famille était Hadzivassilis ; il prit le nom de Perrevos (le Perrhèbe) en référence à un peuple antique de la région (alors appelée Perrhébie), les Perrhèbes.

### L'arrestation de Rigas
Originaire de la même région que Rigas, il fit partie de son entourage proche. Il l'accompagnait dans son voyage qui s'arrêta après une dénonciation à Trieste.
Le 19 décembre 1797, Perraivos arriva à Trieste avec Rigas. Ils descendirent à l'hôtel Royal, déjà cerné par la police autrichienne. Au moment où Rigas s'apprêtait à ressortir pour se rendre au consulat de France pour se placer sous la protection diplomatique française, des soldats pénétrèrent dans sa chambre. Leur officier vérifia que Rigas s'y trouvait bien. Deux soldats furent alors chargés de le surveiller tandis que l'officier sortait pour aller chercher les autorités civiles et militaires afin de procéder à l'arrestation dans toutes les formes légales. Rigas avait aussi sur lui de nombreux documents compromettants, comme sa correspondance avec ses contacts en Grèce. Surveillé par les soldats, il essaya de les raisonner voire de les corrompre avec des pièces d'or afin de lui permettre de les faire disparaître. Pendant ce temps, Perraivos, qui exagère peut-être son rôle dans son récit de l'arrestation dont il fut le seul témoin, se chargeait de les déchirer et de les jeter par la fenêtre à la mer.
Le préfet de Trieste, un juge et divers fonctionnaires arrivèrent ensuite et mirent Rigas en état d'arrestation. Quand ils s'apprêtèrent à faire de même pour Perraivos, Rigas dit qu'il n'était qu'un étudiant en médecine se rendant à l'université de Padoue, qu'il s'était trouvé être son compagnon de voyage par hasard et qu'il n'avait rien à voir avec ce qu'on lui reprochait. Perraivos fut laissé en liberté. Sur le conseil que lui donna Rigas avant qu'il ne se séparent, il se précipita au consulat de France. La nationalité française lui fut accordée après qu'il a fait le récit des événements de la nuit. Il prétendit aussi être natif de Parga, une ville alors contrôlée par les troupes françaises.

### Au service de la France
Républicain ardent, Perraivos se mit au service de la France lorsqu'elle gouverna les îles Ioniennes. Il composa même une Ode en l'honneur de Bonaparte.

### Combattant pour la Grèce
Il combattit tant qu'il le pouvait aux côtés de ceux qui s'opposaient à l'Empire ottoman. Lorsque la Filikí Etería fut créée, il y fut initié. Il parcourut ensuite la Grèce pour y faire du prosélytisme. Il participa aux combats de la guerre d'indépendance grecque et fut élu aux diverses assemblées nationales qui tentèrent durant la guerre de donner un cadre légal au pays.
Il s'installa à Athènes après la libération. Il fut nommé au Sénat du royaume de Grèce en février 1861. Il mourut dans la capitale grecque en 1863.

#### Ouvrages de Perraivos
- (el) Souvenirs de guerre., Athènes, 1836.
- (el) Histoire de Souli et de Parga, Paris 1803 (première partie), Venise 1815, Athènes, 1857. Lire sur Google books
- (el) Biographie de Rigas Féréos., Athènes, 1860. Lire sur Google books (réédition, en grec, en 1973)

#### Ouvrages généraux
- (fr) A. Dascalakis, Rhigas Vélestinlis : La Révolution française et les préludes de l'Indépendance hellénique., Paris, 1937.